# Lijst van niet-alcoholische dranken
Een niet-alcoholische drank (non-alcoholische drank) is een drank die geen alcohol bevat. 
Voorbeelden van niet-alcoholische dranken zijn:
- Waters:
  - Leidingwater
  - Bronwater
  - Mineraalwater
- Melk:
  - Chocolademelk
  - Karnemelk
  - Milkshake
- Koffie
  - Koffiecichorei
- Thee
  - Rooibos
- Vruchtensappen:
  - Appelsap
  - Ananassap
  - Druivensap
  - Kokosmelk
  - Papayasap
  - Perensap
  - Perziksap
  - Pompelmoessap
  - Sinaasappelsap
  - Gemengde vruchtensap
- Groentensappen
  - Celdersap
  - Rodebietensap
  - Tomatensap
  - Wortelsap
- Frisdranken
  - Sinas
  - Cassis
  - Cola
  - Dr Pepper
  - Limonade
  - Tonicwater
  - Bitter lemon
  - Gemberbier
- Alcoholvrije cocktails (mocktails)
- Kwast (drank)